# Valeria Fedeli

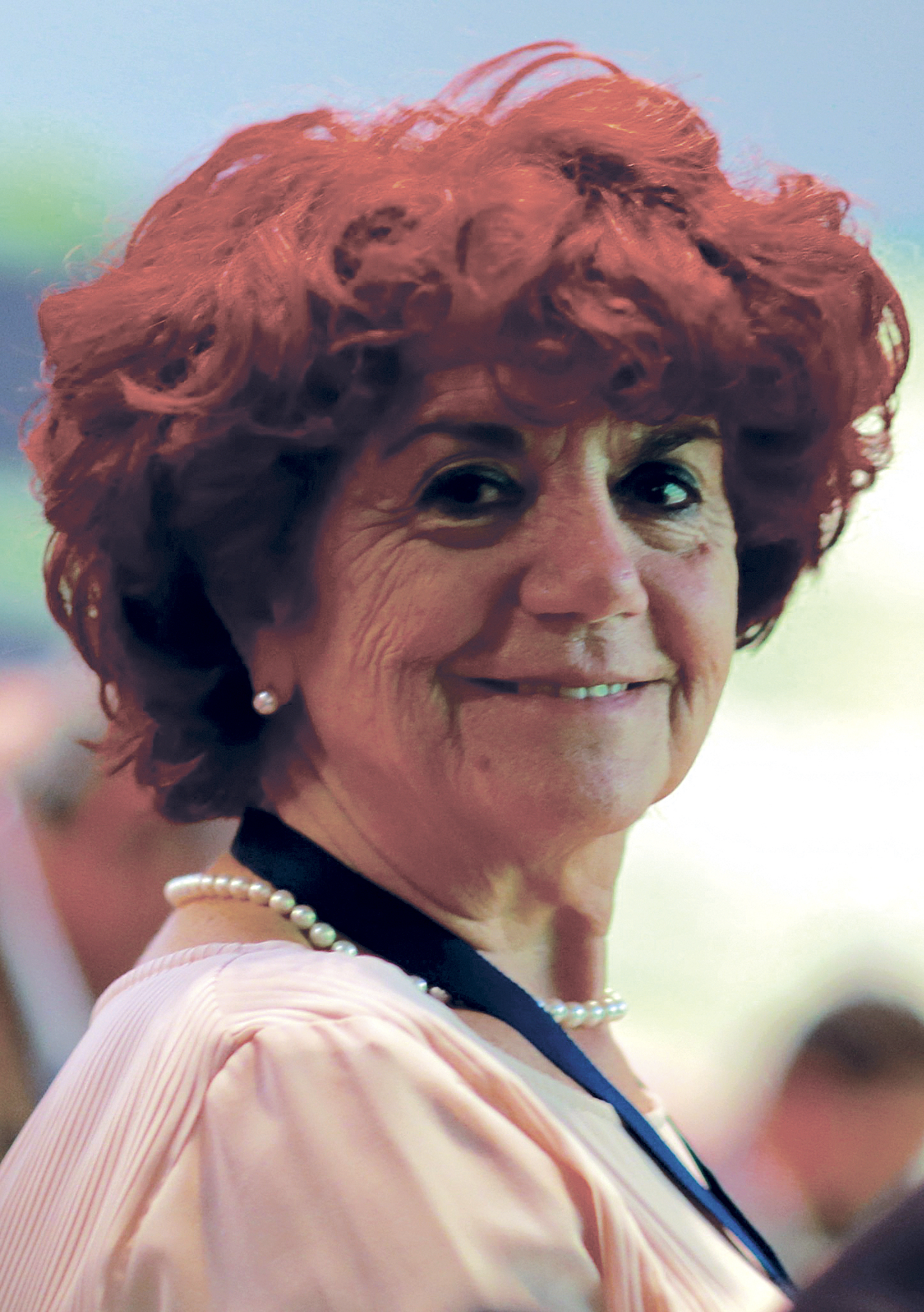
Valeria Fedeli 2017

Valeria Fedeli (* 29. Juli 1949 in Treviglio) ist eine italienische Politikerin des Partito Democratico. Vom 12. Dezember 2016 bis zum 1. Juni 2018 war sie Ministerin für Unterricht, Universitäten und Forschung (Ministero dell’Istruzione, dell’Università e della Ricerca) im Kabinett Gentiloni.

## Leben
Valeria Fedeli arbeitete als Erzieherin in einem Mailänder Kindergarten (scuola dell'infanzia) und engagierte sich als Angestellte des öffentlichen Dienstes in der Gewerkschaft CIGL. Von 2012 bis 2013 war sie stellvertretende Leiterin der Verbraucherschutzorganisation Federconsumatori. Bei den Parlamentswahlen in Italien 2013 wurde sie für die Region Toskana in den Senat gewählt. Sie war Vizepräsidentin dieser zweiten Parlamentskammer und vertrat Senatspräsident Pietro Grasso, als dieser nach dem Rücktritt von Giorgio Napolitano kommissarisch das Amt des Staatspräsidenten ausübte.
Sie hat entgegen anderslautenden vorangegangenen Behauptungen in ihrem Lebenslauf auf ihrer persönlichen Webseite kein Universitätsstudium, ist aber nach alter Studienordnung diplomierte Sozialarbeiterin und Kindergärtnerin.